# Rašovice (Boêmia Central)
Rašovice é uma comuna checa localizada na região da Boêmia Central, distrito de Kutná Hora.